# Андреа Андерман
Андре́а Андерман (італ. Andrea Andermann) — італійський телепродюсер і режисер. Почесний громадянин с. Нивра Борщівського району. З цього села походять предки Андермана; село відвідав 2002 року, коли привозив в Україну проєкт «Травіата в Парижі».